# Болцоне (Кремона)
Болцоне је насеље у Италији у округу Кремона, региону Ломбардија.
Према процени из 2011. у насељу је живело 595 становника. Насеље се налази на надморској висини од 77 м.